# 조 밴플리트
조 밴플리트(Jo Van Fleet, 1915년 12월 29일 ~ 1996년 6월 10일)는 미국의 배우이다.

## 영화, 텔레비전
- 에덴의 동쪽 (영화)
- 장미 문신
- 크라이 투마로우
- 오케이 목장의 결투 (영화)
- 분노의 강
- 폭력 탈옥
- 만닉스
- 보난자 (드라마)